# Kunów
Kunówⓘ é uma cidade no sudeste da Polônia. Pertence à voivodia de Santa Cruz, no condado de Ostrowiec, às margens do rio Kamienna. É a sede da comuna urbano-rural de Kunów.
Recebeu os direitos de cidade em 1365–1502, 1535–1867 e novamente em 1990. Foi uma cidade importante no bispado de Cracóvia, na voivodia de Sandomierz no último quarto do século XVI. De 1975 a 1998, a cidade pertenceu administrativamente à voivodia de Kielce.
Estende-se por uma área de 7,3 km², com 2 701 habitantes, segundo o censo de 31 de dezembro de 2024, com uma densidade populacional de 372 hab./km².

## Localização
A cidade está situada no vale do rio Kamienna, na foz do rio Świślina. Está localizada a 8 km a noroeste de Ostrowiec Świętokrzyski.
Historicamente, Kunów fica na Pequena Polônia, na antiga Terra de Sandomierz.
A estrada nacional n.º 9 (E371) passa por Kunów. Há uma estação de trem de Kunów na cidade, na linha n.º 25 Skarżysko-Kamienna — Ostrowiec Świętokrzyski.
A  trilha azul de caminhada de Łysa Góra a Pętkowice e a  trilha azul de ciclismo de Skarżysko-Kamienna a Ostrowiec Świętokrzyski passam pela cidade.

## História
A área ao redor de Kunów já era habitada nos primeiros tempos por eslavos, como evidenciado pelos restos de um castro em Nietulisko Duże. Inicialmente, o assentamento de Kunów estava localizado na margem norte do rio Kamienna. No início da Idade Média, Kunów era propriedade do Bispado de Cracóvia. Os bispos tinham sua casa senhorial aqui, onde residiam com frequência. Desde pelo menos 1362, a sede da propriedade estava localizada aqui. Entre outros, Paweł de Przemankowo ficou em Kunów, preso em 1271 por ordem de Leszek, o Negro, e enviado para Sieradz. Em 1241, o assentamento foi saqueado pelos tártaros e, em 1247, por Konrad Mazowiecki. Durante o reinado de Casimiro, o Grande, a paróquia local cobria uma área de 63 km² e era habitada por cerca de 240 pessoas. Em 1365, o assentamento recebeu um foral de cidade.
No século XV, o cardeal Zbigniew Oleśnicki ficou aqui e expandiu bastante a cidade. Um extenso lago foi escavado em Kunów, que fornecia energia hídrica para as fábricas de tecidos e minas de pedra que operavam aqui na época. Havia uma igreja de madeira dedicada a São Ladislau. Em 1502, a cidade foi saqueada e incendiada pelos tártaros e, como resultado, perdeu seus direitos municipais.
A mansão do bispo só foi reconstruída na segunda metade do século XVI. Em 29 de agosto de 1535, o bispo de Cracóvia, Piotr Tomicki, concedeu novamente os direitos de cidade a Kunów conforme a Lei de Magdeburgo. Mikołaj Brzeski, o cavaleiro do bispo, tornou-se o primeiro prefeito da cidade. Graças ao patrocínio do bispo Andrzej Zebrzydowski, a cidade recebeu novos privilégios e concessões em 1548 e 1554, o que permitiu sua reconstrução. Eles permitiram a cobrança de um pedágio para a manutenção da ponte sobre o rio Kamienna. Também isentaram os burgueses de Kunów de taxas alfandegárias e de mercado em todo o país. Kunów era o lar de minas de mármore vermelho e branco. Em 1578, havia 65 artesãos de várias profissões na cidade. Kunów ficou famosa pela produção de pedra, usada para construir mansões e palácios em toda a Polônia.
Em 1616, havia 130 casas em Kunów. Havia também duas igrejas de madeira na cidade, dedicadas a São Simão, São Judas e São Leonardo. Em 1638, uma igreja de tijolos dedicada a São Ladislau foi construída na cidade para substituir a antiga igreja de madeira. Após o Dilúvio sueco, o número de casas diminuiu para 63, e Kunów era habitada por 530 pessoas. Naquela época, o prefeito de Kunów era Jan Lasota.
A menção mais antiga de uma escola paroquial em Kunów é encontrada nos registros do bispo de Cracóvia. Ela já existia em 1504 e seu primeiro reitor foi Stanislaw de Sandomierz. Desde então, havia uma escola na cidade.
Em 1705. Kunów e seus arredores foram atingidos por uma epidemia de peste. Segundo um relatório encomendado pelo magistrado da cidade, 560 pessoas morreram em Kunów em decorrência da peste.
Uma mina de minério funcionou aqui no século XVIII e novamente a partir de 1859. Em 1789, a cidade passou a ser propriedade do Tesouro do Estado. Naquela época, havia 10 pedreiros trabalhando em Kunów, fornecendo pedra lavrada para Varsóvia, entre outros, para a construção dos Banhos Reais. Havia uma guilda de pedreiros em Kunów, enquanto a Irmandade do Santo Rosário operava na paróquia local.

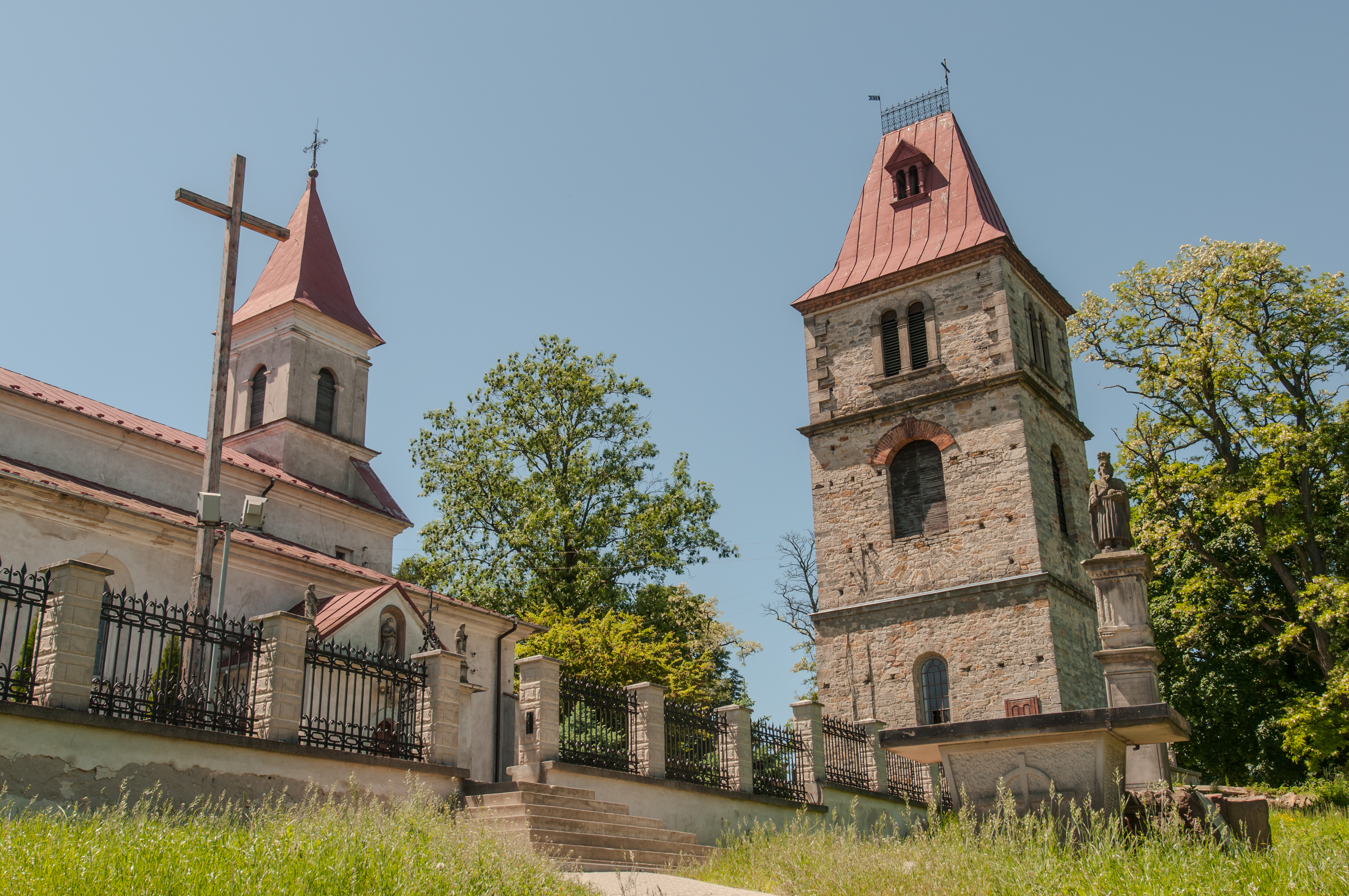
Igreja de São Ladislau em Kunów

Em 1814 e 1818, a cidade foi destruída por incêndios. Em 1827, havia 119 casas e 730 habitantes. Em 1860, 145 casas e 1121 habitantes (incluindo 232 judeus). Após uma mudança na lei, o primeiro prefeito de Kunów, entre 1811 e 1822, foi Władysław Czerwiński.
Durante as revoltas nacionais, a cidade foi um ponto de encontro para os insurgentes e um ponto de parada para as tropas na área. Durante a Revolta de Janeiro, o vicariato de Kunów era famoso pelas reuniões e encontros dos comandantes da revolta: o general Józef Hauke-Bosak, Zygmunt Chmielielski e Dionis Czachowski. O líder da organização da revolta na área local era o reverendo Kacper Kotkowski, um representante do Governo Nacional e da nobreza local. Um papel de destaque na cidade foi desempenhado pelo então pároco de Kunów, o reverendo Jan Dąbrowski, que foi exilado na Sibéria após o levante.
No século XIX, a cidade entrou em declínio devido ao desenvolvimento de um novo centro industrial em Ostrowiec Swietokrzyski. Em 1 de junho de 1869, Kunów perdeu seus direitos municipais por um decreto czarista como repercussão da Revolta de Janeiro. Seguiu-se uma maior pauperização do assentamento.
Após a reconquista da independência em 1918, o vilarejo começou a se desenvolver gradualmente, o que estava ligado à construção da Fábrica de Máquinas e Ferramentas Agrícolas. Em 8 de setembro de 1939, Kunów foi ocupada pelos alemães. O primeiro grupo clandestino foi formado aqui em novembro de 1939 e tornou-se parte da União da Luta Armada. Durante a guerra, o vilarejo pertenceu ao distrito de Kielce-Radom da ZWZ-AK “Jodła”. O período após a Segunda Guerra Mundial foi caracterizado pelo desenvolvimento constante do vilarejo. A Fábrica de Máquinas Agrícolas foi ampliada. Em 1953, por iniciativa de Eugeniusz Dziewulski, um médico e grande trabalhador comunitário, foi construído um sistema de abastecimento de água. A urbanização progressiva de Kunów trouxe, entre outras coisas, a construção de uma nova escola em 1967, um centro de saúde em 1973, uma biblioteca pública em 1988, o escritório da cidade e da comuna e uma agência dos correios em 1991. Kunów recuperou seus direitos municipais somente em 1990. Graças aos fundos estruturais da União Europeia, a estrada nacional que passa por Kunów foi modernizada, uma rotatória foi construída e uma ponte foi reformada. A Sociedade de Amigos da Área de Kunów iniciou o trabalho de renovação dos monumentos de pedra de Kunów, que também está passando por um renascimento.

## Demografia
Conforme os dados do Escritório Central de Estatística da Polônia (GUS) de 31 de dezembro de 2024, Kunów é uma cidade muito pequena com uma população de 2 701 habitantes (26.º lugar na voivodia de Santa Cruz e 768.º na Polônia), tem uma área de 7,3 km² (37.º lugar na voivodia de Santa Cruz e 750.º lugar na Polônia) e uma densidade populacional de 372 hab./km² (21.º lugar na voivodia de Santa Cruz e 677.º lugar na Polônia). Entre 2002–2024, o número de habitantes diminuiu 13,6%.
Os habitantes de Kunów constituem cerca de 2,72% da população do condado de Ostrowiec, constituindo 0,23% da população da voivodia de Santa Cruz.
| Descrição                         | Total      | Total   | Mulheres   | Mulheres | Homens     | Homens  |
| --------------------------------- | ---------- | ------- | ---------- | -------- | ---------- | ------- |
| unidade                           | habitantes | %       | habitantes | %        | habitantes | %       |
| população                         | 2 701      | 100     | 1 371      | 50,8     | 1 330      | 49,2    |
| área                              | 7,3 km²    | 7,3 km² | 7,3 km²    | 7,3 km²  | 7,3 km²    | 7,3 km² |
| densidade populacional (hab./km²) | 372        | 372     | 189        | 189      | 183        | 183     |

## Monumentos históricos
- Igreja paroquial de São Ladislau do século XVII, com altares esculpidos por pedreiros locais (ao lado do presbitério de madeira não mais existente de 1855) e um campanário de tijolos de 1896, construído conforme um projeto de Wojciech Gerson; a igreja é cercada por um muro de pedra com portões e estações da cruz. A igreja e a torre do sino foram inscritas no registro de monumentos imóveis[7]
- Cemitério católico romano, rua Kościelna, com lápides do século XIX,[7] entre as quais se destaca a lápide de Franciszek Fornalski; no cemitério há também um túmulo de insurgentes de 1863 mortos na batalha de Janik-Sadlowizna;[7]
- Estátua de São João Nepomuceno ao lado da ponte sobre o rio Kamienna, datada de 1755. Renovada em 2006 pela Sociedade de Amigos da Terra de Kunów.

## Comunidades religiosas
Igreja Católica
- Paróquia de São Ladislau[8]

Testemunhas de Jeová
- Igreja em Kunów

## Esporte
A cidade tem um clube de futebol, o “Stal Kunów”, fundado em 1938. Na temporada 2024/2025, disputa a Turma distrital, grupo: Świętokrzyskie.